# Joachim Mattern
Joachim Mattern (ur. 2 maja 1948 w Beeskow) – niemiecki kajakarz, dwukrotny medalista olimpijski z Montrealu.
Reprezentował Niemiecką Republiką Demokratyczną. W igrzyskach brał udział dwukrotnie (IO 72, IO 76). W 1976 w kajakowych dwójkach zdobył medal zarówno na dystansie 500, jak i 1000 metrów. Triumfował na 500 metrów, był drugi na dwukrotnie dłuższym dystansie. Partnerował mu Bernd Olbricht. Pięć razy stawał na podium mistrzostw świata, sięgając po złoto (K-2 500 m: 1977), dwa srebra (K-2 1000 m: 1977, K-4 1000 m: 1970) i dwa brązowe medale (K-2 1000 m: 1970, 1973).